# ورلته (زامتگمایند)
ورلته (به آلمانی: Samtgemeinde Werlte) یک منطقهٔ مسکونی در آلمان است که در امسلاند واقع شده‌است. ورلته  ۱۵٬۶۶۰ نفر جمعیت دارد.